# Fern Andra
Fern Andra, nome d'arte di Vernal Edna Andrews (Watseka, 24 novembre 1893 – Aiken, 8 febbraio 1974), è stata un'attrice, regista, sceneggiatrice e produttrice cinematografica statunitense.

## Biografia
Suo padre lavorava in un circo mentre la madre era una cantante d'opera. Fece la sua prima apparizione di fronte al pubblico a soli 4 anni e crebbe girando il mondo, prima gli Stati Uniti d'America e il Canada e poi l'Europa. In particolare si esibiva in spettacolari numeri aerei.
In Germania conobbe Max Reinhardt che le diede le prime lezioni di recitazione.
Nel 1913, a soli 19 anni, comparve nel suo primo film di produzione tedesca Das Ave Maria. Comparve in altre pellicole e nel 1915 recitò in un film di produzione austriaca Zwei Freunde.
A partire dall'anno successivo, grazie ad un vantaggioso contratto con la casa di produzione UFA di Berlino, comparve in numerose pellicole realizzate dal regista Alfred Abel che incontrarono grande successo tanto che l'attrice ebbe modo di creare una sua casa di produzione e inserire nei suoi film anche dei numeri circensi, il mondo da cui lei veniva e non aveva mai dimenticato. Divenne celebre anche come promoter delle sue pellicole, raccontando (o forse esagerando) i problemi e gli incidenti avvenuti durante le riprese e spesso era lei stessa la regista.
In quegli anni divenne, nonostante la nazionalità americana, regina del cinema tedesco assieme alla danese Asta Nielsen e alla tedesca Henny Porten.
Nel 1922 fu coinvolta in un incidente aereo: un LVG C.VI pilotato da Lothar von Richthofen, fratello minore del celebre asso dell'aviazione tedesca Manfred von Richthofen (il "Barone Rosso"), si schiantò nelle fasi di atterraggio nei pressi di Amburgo a seguito di un guasto al motore. Il pilota perì nell'incidente, mentre Andra e il secondo passeggero, il regista Georg Bluen - inzialmente dati per morti - sopravvissero con importanti ferite.
Dalla metà degli anni venti la sua stella cominciò a declinare e negli anni trenta tornò a vivere negli Stati Uniti. Con l'avvento del sonoro ebbe modo di recitare solo in un paio di pellicole, prima di decidere di lasciare il mondo del cinema.

## Filmografia parziale

### Attrice
- Gesprengte Ketten, regia di Kurt Matull e Fern Andra (1915)
- Eine Motte flog zum Licht, regia di Fern Andra (1915)
- Es fiel ein Reif in der Frühlingsnacht, regia di Kurt Matull e Fern Andra (1915)
- Ernst ist das Leben, regia di Fern Andra (1916)
- Wenn Menschen reif zur Liebe werden, regia di Fern Andra (1916)
- Der Seele Saiten schwingen nicht, regia di Fern Andra (1917)
- Drohende Wolken am Firmament, regia di Fern Andra (1918)
- Zwei Menschen, regia di Fern Andra (1919)
- Genuine, regia di Robert Wiene (1920)
- Madame Récamier, regia di Joseph Delmont (1920)
- The Night of Queen Isabeau, regia di Robert Wiene (1920)
- Za la Mort - L'incubo di Za la Vie (Za la Mort - Der Traum der Za la Vie) (1923/1924)
- Spangles, regia di George J. Bainfield (1928)
- The Warning, regia di Reginald Fogwell (1928)
- The Burgomaster of Stilemonde, regia di George J. Bainfield (1929)
- The Eyes of the World, regia di Henry King (1930)
- Lotus Lady, regia di Phil Rosen (1930)

### Regista
- Gesprengte Ketten, co-regia di Kurt Matull (1915)
- Eine Motte flog zum Licht (1915)
- Es fiel ein Reif in der Frühlingsnacht, co-regia di Kurt Matull
- Ernst ist das Leben (1916)
- Wenn Menschen reif zur Liebe werden (1916)
- Drohende Wolken am Firmament (1918)
- Frühlingsstürme im Herbste des Lebens (1918)
- Um Krone und Peitsche
- Zwei Menschen (1919)
- Die Rache des Titanen, co-regia di Georg Bluen (1919)
- Knock Out (1925)